# Edgar Kaizer
Edgar Kaizer (* 7. April 2004 in Frankfurt/Oder) ist ein deutscher Fußballspieler.

## Karriere

### Vereine
Kaizer wuchs im brandenburgischen Frankfurt auf und begann beim 1. FC Frankfurt mit dem Fußballspielen. 2017 wechselte er in das Nachwuchsleistungszentrum von Energie Cottbus. Für die Lausitzer debütierte er schließlich auch im Herrenbereich, als er am 15. Mai 2022 beim 4:1-Heimsieg über Chemie Leipzig in der 63. Minute für Jonas Böhmert eingewechselt wurde. Die Saison 2021/22 schloss der FCE auf dem 3. Platz der Regionalliga Nordost ab. In der Folgesaison, Kaizer stand erneut nur einmal für die Herren auf dem Platz, wurde Energie Regionalliga-Meister, scheiterte aber in der Relegation an der SpVgg Unterhaching. Für die Saison 2023/24 wurde er an den FSV 63 Luckenwalde verliehen, für den er 31 Regionalliga-Spiele bestritt.
In der Saison 2024/25, der FC Energie wurde in der Vorsaison erneut Meister und konnte in die 3. Liga aufsteigen, debütierte Kaizer im Profifußball, als er am 4. August 2024 bei der 1:2-Heimniederlage gegen Arminia Bielefeld in der 80. Minute für Tolcay Cigerci eingewechselt wurde. Nachdem er in der gesamten Saison nur sechs Spiele bestritten hatte, verließ er die Lausitzer. 
Zur Saison 2025/26 schloss er sich dem Regionalligisten Greifswalder FC an.

### Nationalmannschaft
Kaizer bestritt im Dezember 2021 drei Spiele für die deutsche U18-Nationalmannschaft. Erstmals stand er am 12. Dezember 2021 bei der 1:3-Niederlage gegen Russland auf dem Platz. Drei Tage später beim 5:0-Sieg über Israel gelang ihm sein erstes Länderspiel-Tor.

## Erfolge
Energie Cottbus
- Meister der Regionalliga Nordost: 2023
- Brandenburgischer Landespokalsieger: 2023

## Privates
Im Januar 2025 wurde Kaizer zum ersten Mal Vater.